# David Richardson (patinage artistique)
Pour les articles homonymes, voir David Richardson (homonymie) et Richardson.
David Richardson (né le 18 août 1987 à Newcastle upon Tyne en Angleterre), est un patineur artistique britannique. Il a été champion de Grande-Bretagne 2011.

## Biographie

### Carrière sportive
Lors de la saison 2005/2006, David Richardson devient champion junior de Grande-Bretagne ce qui le sélectionne pour les championnats du monde junior.
Il faut attendre sa cinquième participation aux championnats britanniques senior pour qu'il remporte le titre 2011, en novembre 2010, en battant le double tenant du titre Matthew Parr. Cette performance l'envoie pour la première fois à des championnats d’Europe, en janvier 2011 à Berne, et à des championnats du monde senior, en avril 2011 à Moscou. Mais à ces deux compétitions, il ne passe pas le cap des qualifications. Il prend d'abord la 29e place européenne en janvier puis la 33e place mondiale en avril.
La saison suivante, en 2011/2012, il perd le titre national au profit de Jason Thompson et doit même se contenter de la 6e place.
Il n'a jamais participé ni aux Jeux olympiques d'hiver ni à une épreuve du Grand Prix ISU.

## Palmarès
| Compétition                     | 2006 | 2007 | 2008 | 2009 | 2010 | 2011 | 2012 | 2013 | 2014 |  |  |  |  |  |
| Jeux olympiques d'hiver         |      |      |      |      |      |      |      |      |      |  |  |  |  |  |
| Championnats du monde           |      |      |      |      |      | 33e  |      |      |      |  |  |  |  |  |
| Championnats d’Europe           |      |      |      |      |      | 29e  |      |      |      |  |  |  |  |  |
| Championnats de Grande-Bretagne |      | 3e   | 4e   | 2e   | 3e   | 1er  | 6e   | 3e   | 3e   |  |  |  |  |  |
| Championnats du monde juniors   | 23e  |      |      |      |      |      |      |      |      |  |  |  |  |  |
|                                 |      |      |      |      |      |      |      |      |      |  |  |  |  |  |